# Patagonische saffraangors
De Patagonische saffraangors (Sicalis lebruni) is een zangvogel uit de familie Thraupidae (tangaren).

## Verspreiding en leefgebied
Deze soort komt voor in zuidelijk Zuid-Amerika, met name in zuidelijk Chili en zuidelijk Argentinië.